# 鲍尔奇撞击坑
鲍尔奇（英語：Balch）是一个金星上的撞击坑，位于贝塔区中央的德瓦娜峡谷中，坐标为北纬29.9度、东经282.9度，直径40公里，被命名为埃米莉·鲍尔奇，它最初被指定为萨默维尔撞击坑。该撞击坑是金星上数个撞击坑地质构造发生变化的案例之一，如果没有该类撞击坑，将表明金星的构造变化会停止在历史上的某一时刻。